# Стражица
Стражица (болг. Стражица) — город в Болгарии. Находится в Великотырновской области, административный центр общины Стражица. Население составляет 5198 человек (2022).
Город расположен в 45 км от областного центра — города Велико-Тырново, и неподалёку от города Антоново.

## История
До 1883 года город назывался Кадыкёй.
В 1965 году в Стражице проживало 4093 жителя.
В 1976 году возле Стражицы был установлен памятник партизанам Горнооряховицкого партизанского отряда (архитектор А. Баров, скульпторы Н. Ненков и П. Куцаров, художник И. Илиев).
7 декабря 1986 года город пострадал от землетрясения (5,7 баллов).

## Политическая ситуация
Кмет (мэр) общины Стражица — Стефан Рачков Стефанов (Национальное движение «Симеон Второй» (НДСВ)) по результатам выборов в правление общины.

## Транспорт
Железнодорожная станция на линии София — Варна. Автомобильные дороги в города: Горна-Оряховица, Велико-Тырново и Попово.

## Достопримечательности
Картинная галерея — 807 живописных работ художников из Болгарии, Греция, России, Венгрии, Германии и др. Картинная галерея была разрушена землетрясением 1986 года и не функционировала. Музейное собрание отслеживающее историю города Стражица со времён античности до наших дней.